# Vituperatio

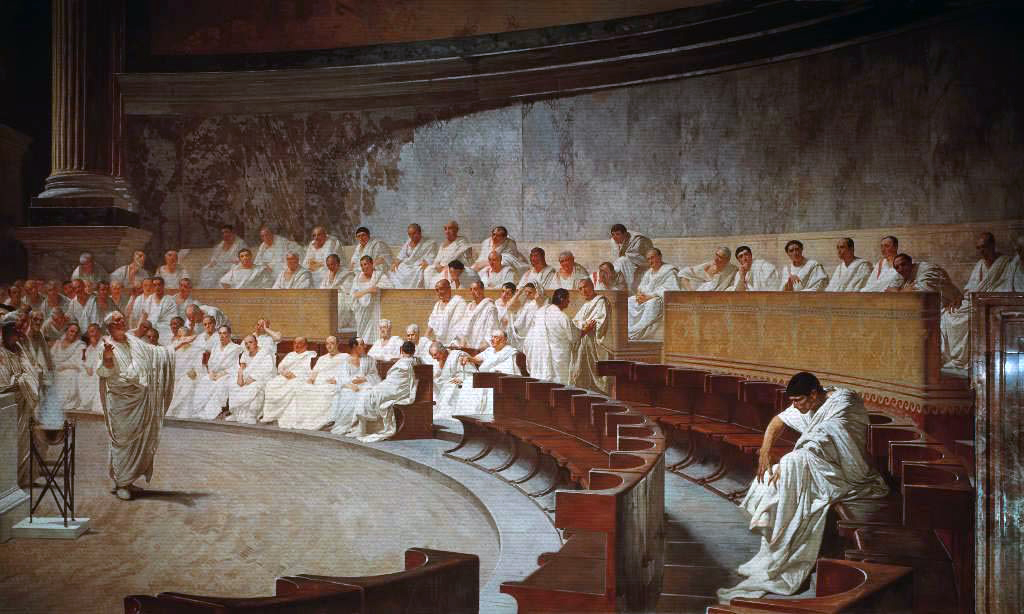
Cicéron dénonce Catiline, par Cesare Maccari.

La vituperatio (invective) est une technique oratoire romaine visant à dénigrer l'adversaire. Elle s'oppose à la laus (éloge).

## Théorisation auIersiècleav. J.-C.
L'auteur de La Rhétorique à Herennius classe vituperatio et laus dans le genus demonstrativum (genre épidictique en grec, la partie descriptive du discours, celle qui vise à montrer, sens premier du terme latin demonstrare) ».
Il les subdivise en trois sections selon qu'elles louent ou blâment la personne visée :
- sur son physique (corpus) ;
- sur sa moralité (animus) ;
- sur des réalités externes (res extraneae).

Dans le De inventione, Cicéron reprend cette tripartition et l'explicite en différents loci :
- corpus : apparence physique, prestance, santé, vigueur, tempérance/excès (alcool, alimentation, sexualité), , etc.
- animus : vertu/vice,  qualités oratoires, lâcheté/courage, , etc.
- res extraneae : les charges publiques exercées, l'origine familiale, la parenté, la fortune, les relations, , etc.

## Exemples

### Cicéron
De par l'ampleur de sa production conservée, Cicéron fournit le plus d'exemples d'invectives.
On en trouvera, entre autres, dans la description de Catilina et de ses complices (Catilinaires), de Verrès (Verrines) et d'Antoine (Philippiques). La deuxième Philippique est riche en attaques frontales et injurieuses.
Moins connu, le Contre Pison illustre parfaitement l'opposition louange/invective. Pison est le consul qui a organisé le vote de l'exil de Cicéron en 58. Cicéron n'a de cesse de se venger. Dans ce discours de 55, Cicéron oppose l'exemplarité de son parcours (res extraneae) et de sa vertu (animus) à ce que peut présenter Pison: certes ses res extraneae sont impressionnantes (famille illustre, parcours politique parfait) mais elles cachent un animus vicié et un corpus perverti (ivrognerie, goinfrerie: un épicurien de bas étage). On trouvera sur la page consacrée à cette plaidoirie quelques exemples du ton injurieux que prenaient souvent les invectives.

### Salluste
La tradition manuscrite a conservé une courte invective contre Cicéron attribuée à Salluste ainsi que la réponse de ce dernier. Leur authenticité est débattue. Pour certains, ce serait des exercices réalisés dans des écoles de rhéteurs de la fin de la République. Quintilien tenait pour authentique le texte de Salluste.
Quoi qu'il en soit, ces deux textes fournissent un bon exemple de ce qu'étaient ou pouvaient être les courtes invectives pamphlétaires que l'on faisait circuler à Rome.

### L'Anticaton de César
Une lettre de Cicéron à son ami Atticus, datée du 9 mai 45, se révèle très instructive sur les processus propagandistes de l'époque et l'utilisation des laus/vituperatio et leur diffusion.
Cicéron avait écrit un éloge (laus) de Caton d'Utique, partisan de Pompée défait en Afrique par César en 46.
Cette lettre nous apprend qu'il sait que César va contre-attaquer en publiant une vituperatio, un anti-Caton. Un lieutenant de César, Hirtius, lui envoie un libelle qu'il vient d'écrire où il recense les vices (vitia) de Caton. Cela donne à Cicéron une idée de ce que sera l'invective de César.
Hirtius, dans son libelle, fait néanmoins un éloge appuyé  de Cicéron. Ce dernier transmet l'ouvrage à Atticus et à son chef d'atelier de copie, Musca, pour le faire diffuser largement. Une semaine plus tard, Cicéron précise sa pensée à son ami: il veut cette diffusion pour susciter l'indignation du public. Mais, comme le souligne Jean Beaujeu, Cicéron aurait-il suivi cette stratégie risquée si le pamphlet d'Hirtius n'avait pas contenu un éloge appuyé de sa propre personne ?
Quoi qu'il en soit, cette anecdote prouve que ce type d'ouvrage pouvait être rapidement recopié et diffusé et que cela entrait dans le cadre de stratégies politiques.
Ces trois ouvrages sont perdus.

### Octavien versus Marc Antoine
Dans sa thèse, L. Borgies tente de reconstituer l'usage et le contenu des vituperationes qu'utilisèrent abondamment Octavien et Marc Antoine pendant les quinze années de leur rivalité (44-30 av. J.-C.). Il cherche également à définir les publics qu'ils visaient et sous quelles formes matérielles les invectives circulaient. Les discours demeurent le principal vecteur des invectives, mais, hormis le corpus cicéronien, peu ont été transmis. La correspondance servit de support aux pamphlets et libelles. C'était particulièrement vrai pour Antoine, la plupart du temps absent de Rome. La majeure partie de ces écrits sont perdus. Suétone en cite des extraits.
Les principaux thèmes dégagés:
- l'ignobilitas, littéralement la naissance obscure, d'Octavien: la bassesse de son origine fut un thème largement déployé, ainsi qu'en attestent les premiers chapitres de Suétone. Marc Antoine, au contraire se targuait de son ascendance illustre;
- l'ignavia, la lâcheté au combat, fut reprochée à Octavien, que ce soit à Modène ou à Philippes[13];
- la crudelitas, la sauvagerie dans le sang versé, se voyait reprochée aux deux prétendants, en particulier dans leur comportement face aux soldats, révoltés ou capturés.

Ces thèmes semblent avoir eu pour principal cible les militaires, actifs ou vétérans. Au lendemain de l'assassinat de César, l'enjeu majeur pour les deux protagonistes fut de se concilier le nombre de vétérans du dictateur. Par la suite, des agitateurs étaient envoyés dans les légions pour les faire changer de camp. Cela est particulièrement vrai dans le cas des mutineries de Brindes en 43 av. J.-C., où des agents sont envoyés par Octavien au sein des légions revenant de Macédoine et destinées à passer sous les ordres de Marc Antoine. Le débauchage des troupes de l'adversaire constitue l'un des buts principaux des stratégies propagandistes.
Les mœurs se voyaient également reprochés : ivrognerie et dérèglement sexuel (Antoine), cupidité (Octavien) et efféminement. Le point culminant se cristallisa dans les années précédant Actium (31 av. J.-C.) sur l’assujettissement d'Antoine à Cléopâtre et la menace brandie d'une prise du pouvoir à Rome par une reine étrangère.
Visant l'élite, la propagande joua également sur le style d'éloquence. Octavien attaquait Antoine sur l'orientalisation de son style et son incohérence. 
Pour terminer, L. Borgies émet l'hypothèse que c'est de cette confrontation virulente avec Antoine qu'Octavien, devenu Auguste, dégagea le programme politique de son principat : restauration des mœurs des ancêtres (mos maiorum), classicisme et exaltation des vertus traditionnelles romaines.

## Public(s)
Les exemples cités pour Cicéron montrent que l'invective était un procédé oratoire intégré à de longs discours prononcés devant des institutions: Sénat, comices, tribunaux. 
L'anecdote autour de l'Anticaton de César montre qu'il existait des stratégies politiques et éditoriales usant de l'invective et de l'éloge pour influencer l'opinion publique. 
L'exemple du (pseudo) Salluste et de la confrontation entre Octavien et Marc Antoine illustre la diffusion et le succès des pamphlets courts, à Rome, à la fin de la République, ainsi que la variété des publics visés.

## Interprétation
Plus d'un siècle après la fin de la République, l'historien Tacite note  que l'art oratoire brille le plus dans les époques conflictuelles et troublées. Il met en évidence la fin de la République pour illustrer son propos. C'est l'importance des enjeux, des ambitions et des rivalités des personnalités de l'époque qui font la puissance des orateurs de ce temps. Comme le remarque l'historien, que serait Cicéron s'il n'avait pas eu en face de lui Catilina, Verrès, Antoine ?
Devant la virulence, jusqu'à la grossièreté, des textes, il faut noter que le droit romain ne connaissait pas la notion de diffamation ou d'outrage : l'expression la plus outrancière, visant nommément un adversaire, n'était pas punissable. Seule la violence physique était réprimée (procédure de vi).
Ph. Le Doze recourt à l'analyse wébérienne du pouvoir charismatique pour comprendre la rhétorique politique à Rome au 1er s. a.C.n. Dans Économie et société, Max Weber propose une tripartition de la notion de pouvoir. Le pouvoir charismatique tient sa légitimité du rayonnement émanant de la personne elle-même, de l'allégeance et du dévouement qu'elle suscite grâce à sa valeur, ses dons, ses qualités exceptionnelles. Ce charisme se nommait auctoritas et dignitas en latin. La compétition électorale se jouait donc homme contre homme, loin de tout programme politique concret, et dénigrer l'autre était à la base de l'argumentation.
Si l'on accepte cette interprétation, on comprend que les techniques de l'invective et de l'éloge aient été au cœur du combat politique et judiciaire à Rome.